# Абдулвасиев, Муминшо Абдулвасиевич
Муминшо Абдулвасиевич Абдулвасиев (тадж. Муминшо Абдулвосиев, 21 июля 1933, к. Шидз, Рушанский район, Таджикская ССР — 22 ноября 1992, перевал Хабуработ, Дарвазский район, Горно-Бадахшанская автономная область, Таджикистан) — советский, таджикский государственный деятель, председатель исполнительного комитета Горно-Бадахшанского областного Совета народных депутатов (1978—1988)

## Биография

### Детство и начало трудовой деятельности
Родился 21 июля 1933 года в кишлаке Шидз Рушанского района Горно-Бадахшанской автономной области Таджикской ССР в семье председателя сельсовета Абдулрасулова Абдулваси, таджика по национальности. Отец Муминшо был человеком, просвещённым в литературе, знатоком восточной поэзии, писал стихи и песни о справедливости, о Советском Союзе, во время Великой Отечественной войны работал в рабочем батальоне в Сталинабаде (летом добывал уголь, а зимою участвовал в строительстве Варзобской ГЭС), умер там же в возрасте 43 лет. В это время осенью 1943 года его жена Кадамшоева Гульсимо — колхозница колхоза «Красный Октябрь» осталась одна с четырьмя детьми: сыновья Баходуршо, Зокир, дочь Писта и младший из всех детей семьи Муминшо, который в это время впервые пошёл в школу-интернат им Ленина в к. Бар-Рушан. По окончание школы Муминшо поступил на геологический факультет Таджикского государственного университета имени В. И. Ленина в Сталинабаде. Во время учёбы зарабатывал на жизнь, работая рабочим в Памирском геологоразведочной экспедиции (1952—1956), став первым геологом с Памира.

### Начало профессиональной трудовой деятельности
Свою профессиональную трудовую деятельность начал в июле 1956 года старшим геологом в составе Рошткалинской партии Памирской геологоразведочной экспедиции Главного управления геологии и охраны недр при Совете Министров Таджикской ССР (1956—1960).
В августе 1960 года был направлен на учёбу в Институт восточных языков при МГУ имени Ломоносова, где учился на отделении персидских языков.
В июле 1962 года по окончании Института восточных языков был назначен начальником отряда Горно-Бадахшанской партии Памирской геологоразведочной экспедиции.
В феврале 1963 года постановлением Бюро Горно-Бадахшанского областного комитета КП Таджикистана утверждён на должность инструктора Промышленно-транспортного отдела областного комитета партии Горно-Бадахшанской автономной области.
В июле 1964 года зачислен геологом в Токузбулакскую партию Памирской геологоразведочной экспедиции.
С февраля 1965 года — заведующий Промышленно-транспортного отдела Горно-Бадахшанского областного комитета КП Таджикистана.
В сентябре 1966 года был избран первым заместителем председателя исполнительного комитета Совета народных депутатов Горно-Бадахшанской автономной области.
Слушатель Ташкентской Заочной высшей партийной школы при ЦК КПСС (1973—1976).
С 28 марта 1978 по 1988 годы — председатель Исполнительного комитета Совета народных депутатов Горно-Бадахшанской автономной области.
Избирался депутатом Верховного Совета Таджикской ССР (10—11 созывов).

### Последние годы жизни
В последние годы жизни руководил Памирской геологоразведочной экспедицией Управления геологии и охраны недр при Совете Министров Таджикской ССР (1988—1992).
22 ноября 1992 года во время служебной поездки погиб в автокатастрофе на перевале Хабуработ, расположенном на автодороге Душанбе — Хорог в Дарвазском районе.

## Общественная деятельность
- депутат Горно-Бадахшанского областного Совета депутатов трудящихся с 1967 по 1972 год.
- депутат Верховного Совета Таджикской ССР 10-го созыва с 1980 по 1984 гг.
- депутат Верховного Совета Таджикской ССР 11-го созыва с 1985 по 1989 гг.[3]

## Награды и звания
- Орден «Знак Почёта» (1975),
- Орден «Дружбы народов» (1981),
- Медаль «За трудовое отличие» (1966),
- Медаль «В ознаменование 100-летия со дня рождения Владимира Ильича Ленина» (1970),
- Медаль «За отличие в охране государственной границы СССР» (1980),
- Почётная грамота Президиума Верховного Совета Таджикской ССР (1965),
- «Заслуженный геолог Таджикской ССР» за заслуги в развитии минерально-сырьевой базы Таджикской ССР (1985),
- «Отличник Погранвойск I степени» (1986])[3].

## Семья
- Отец — Абдулрасулов Абдулваси (тадж. Абдулвосеҳ Абдулрасулов; 1900—1943). Мать — Кадамшоева Гульсимо (1905—1979)[3].

Жена — Фаросатшоева Амонбегим (Чайзан; 1945—2021) — сыновья Абдулваси и Алишер, дочери Малика и Киматгул.

## Память
- В Рушанском районе его имя носит сельсовет Муминшо Абдулвосиев (тадж. Ҷамоати Муъминшоҳ Абдулвосиев (собиқ ҷамоати Шидз))[3][4]